# Tadej Mazej
Tadej Mazej, slovenski rokometaš, * 31. julij 1998, Slovenj Gradec, Slovenija.
Tadej je 190 cm visok profesionalni igralec rokometa, ki igra na položaju levega krila. Svoje rokometne poti je začel pri rokometnemu klubu Gorenje Velenje, leta 2020 pa je s Celje Pivovarna Laško podpisal 3 letno pogodbo.